# Antirrhinum gebelicum
Antirrhinum gebelicum är en grobladsväxtart som beskrevs av S. Brullo och F. Furnari. Antirrhinum gebelicum ingår i släktet lejongapssläktet, och familjen grobladsväxter. Inga underarter finns listade i Catalogue of Life.